# Ex sanatorio antitubercolare di Salerno
L'ex Sanatorio Antitubercolare è stato un sanatorio situato nel quartiere collinare detto La Mennola di Salerno, utilizzato nel passato per la cura della tubercolosi. Dopo la seconda guerra mondiale divenne Presidio Ospedaliero "Da Procida".

## Storia
Nel 1933 l'ingegnere Silvio Guidi, direttore dell'Ufficio Tecnico dell'Istituto nazionale fascista della previdenza sociale, progettò l'edificio del Sanatorio Antitubercolare in ottemperanza ad un decreto del Governo mirato a combattere la piaga sanitaria della tubercolosi.
L'area prescelta fu il colle de La Mennola ed interessava un bosco di circa cinque ettari sito su una collina a due chilometri dal centro cittadino, in un'area particolarmente adatta per esposizione, accesso e vegetazione.
L'edificio sorge in un'area in declivio sistemata a giardino con aiuole e viali destinati al passeggio degli ammalati. Per eliminare il dislivello e rendere più agevole l'accesso all'area fu realizzata un viadotto elicoidale poggiante su pilastri in cemento armato.
Il sanatorio è uno dei primi edifici salernitani in cui furono applicate le teorie razionaliste, sia nello sviluppo estetico della facciata, sia nell'articolazione degli spazi.
I lavori dell'opera iniziarono nel 1935 e terminarono dopo circa tre anni. Oggi la struttura, che nel frattempo si è arricchita di una palazzina amministrativa e di un punto ristoro, è uno dei presidi ospedalieri di competenza dell'Azienda Ospedaliera Universitaria San Giovanni di Dio e Ruggi d'Aragona (il "Da Procida").
Nel 2024 la struttura del vecchio Sanatorio, diventata "Ospedale Da Procida", viene chiusa, per iniziare i lavori di creazione del "Polo della Riabilitazione" di Salerno.

## Architettura
L'edificio si sviluppa su cinque livelli, di cui un interrato, su di una pianta a T rovesciata, con il corpo anteriore orientato sull'asse est-ovest e destinato ad ospitare le camere degli ammalati. Al centro è il corpo ottagonale dove sono ospitati i collegamenti orizzontali (corridoi) e verticali (scale ed ascensori), separati per non creare promiscuità tra uomini e donne. 
Ogni camera era dotata di sei letti e di ogni servizio utile alla degenza, tutte ben aerate ed illuminate, grazie all'ampia apertura che consente l'accesso alla veranda. Gli infissi sono scorrevoli e, da progetto, erano anche in grado i ruotare in modo da consentire la protezione del malato durante la cura in veranda. Queste sono divise simmetricamente dal monumentale ingresso, caratterizzando quasi completamente il prospetto tranne che per le zone laterali destinate ai malati gravi.